# 冬青科
冬青科是一个小科，只有1属，大约600余种，分布在除澳洲和北美西海岸以外的世界各地，中国有大约120余种。本科植物都是灌木或小乔木，有常绿的也有落叶的品种，另有一种山地冬青（Nemopanthus mucronatus）原来单独列为一个属，但现在根据分子生物学的数据仍然划入冬青属，改为I. mucronata。, . 

## 形态
- 单叶互生，稀有对生。
- 聚伞、伞形花序一般簇生于叶腋；小花辐射对称，一般为单性，花萼分裂宿存；有分离或基部合生的花瓣，雄花中雄蕊与花瓣同数，互生，花丝短，花药2室，内向纵裂；或雄蕊4～12一轮，花丝短、粗成缺，药隔增厚，有退化雌蕊，近球形或叶枕状；雌花中有退化雄蕊，常呈箭头状，无花盘，子房上位，2～5心皮合生，2至多室，每室一般有1胚珠，花柱短或无，柱头头状，盘状或浅裂。
- 核果有分核一般为2至多颗，各种雕纹形成于分核背面维管束；种子具丰富胚乳，胚小直生；长球形、近球形或扁球形花粉。

## 用途
冬青科植物的叶和红色的果实非常具有装饰性，欧美人常用于在圣诞节做装饰。枸骨（鸟不宿）的叶中医用做中药称为“功劳叶”。

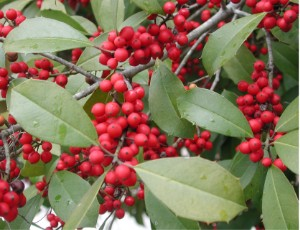
北美齿叶冬青(Ilex opaca)